# 三銃士 (1921年の映画)
『三銃士』（さんじゅうし、原題：The Three Musketeers）は、1844年に出版されたアレクサンドル・デュマ・ペールの小説『三銃士』を原作とする1921年のアメリカの無声映画。
監督はフレッド・ニブロ、主演はダルタニャン役のダグラス・フェアバンクス。この映画では当初、Handschiegl Color Process（「Wyckoff-DeMille Process」とも呼ばれる、映像のカラー化）で撮影されたシーンがあった。本作には続編『鉄仮面』（1929年）が存在し、フェアバンクスがダルタニャン役を、 De Brulierがリシュリュー枢機卿役を再び演じた。

## 製作
この映画の戦闘シーンで、運動神経抜群のダグラス・フェアバンクスが片手で剣を握りながら行う軽業のような身のこなしは、映画史初期の偉大なスタントの一つとされている。フェアバンクスの伝記作家であるジェフリー・ヴァンスは、「『三銃士』は、フェアバンクスのコスチューム映画の中では最初の作品であり、その後の模範となる製作価値と装飾に満ちていた」と熱弁している。「実際、ある装飾は映画の枠を超えていた。フェアバンクスは、『三銃士』のために生やしたダルタニアンの口ひげを死ぬまで伸ばしたままであった。『三銃士』で、彼はついに自らの天職を見つけ、自らの名声と映画の結晶と位置付けたのだ。」

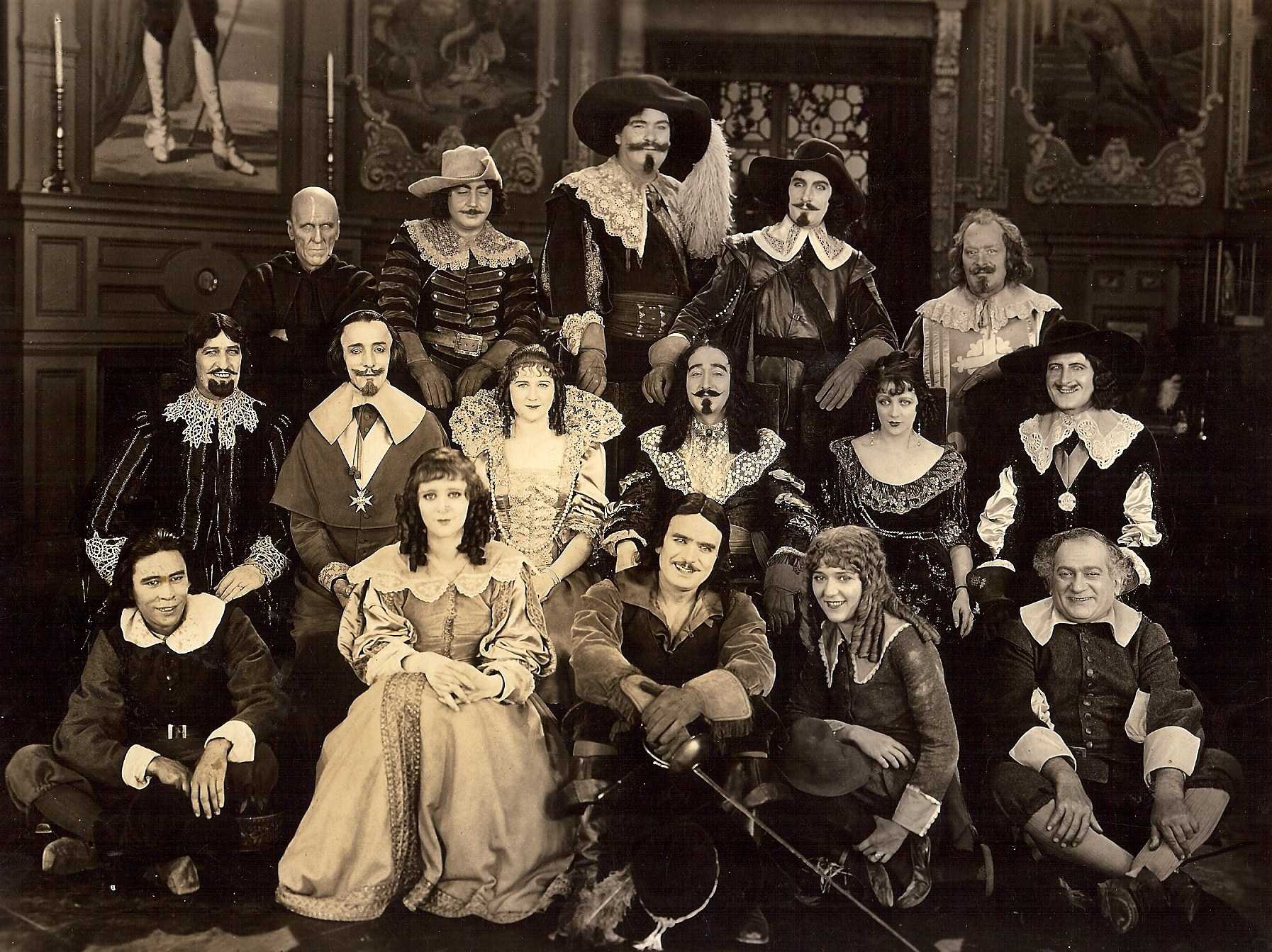
前列：チャールズ・スティーブンス、マーガレット・ド・ラ・モット、ダグラス・フェアバンクス、メアリー・ピックフォード（ゲスト）、シドニー・フランクリン。 2列目：ボイド・アーウィン、ナイジェル・ド・ブルリエ、メアリー・マクラレン、アドルフ・マンジュー、バーバラ・ラ・マー、トーマス・ホールディング。後列：ロン・ポフ、ユージン・ポーレット、ジョージ・シーグマン、レオン・バリー、ウィリス・ロバーズ。

## キャスト
- ダルタニャン - ダグラス・フェアバンクス
- アトス - レオン・バリー (俳優)（英語版）
- ポルトス - ジョージ・シーグマン
- アラミス - ユージン・ポーレット
- ロシュフォール伯爵 - ボイド・アーウィン（英語版）
- バッキンガム公 - トーマス・ホールディング（英語版）
- ムッシュ・ボナシュー - Sidney Franklin
- Planchet - チャールズ・スティーブンス（英語版）
- リシュルー枢機卿 - ナイジェル・ド・ブルリエ（英語版）
- キャプテン・ド・トレビル - Willis Robards
- ジョセフ神父 - ロン・ポフ（英語版）
- オーストリアのアンヌ女王 - メアリー・マクラレン
- コンスタンス・ボナシュー - マーガレット・ド・ラ・モット（英語版）
- ミレディ・ド・ウィンター（英語版） - バーバラ・ラ・マー
- ダルタニャンの父 - Walt Whitman
- ルイス13世 - アドルフ・マンジュー
- ベルナジュー - チャールズ・ベルチャー（英語版）